# Систовское сражение
Систовское сражение (Сражение у Зимницы) — форсирование русскими войсками Дуная 15 (27) июня 1877 в ходе Русско-турецкой войны 1877—1878 годов.

## Подготовка
После объявления войны Османской империи русские войска развернулись на левом румынском берегу Дуная. Первым шагом к решительному наступлению в Болгарии должно было стать переправа Дуная. Русское командование заранее выбрало местом для переправы главных сил армии через Дунай район Зимницы (на румынском берегу) — Систово (на болгарском берегу).

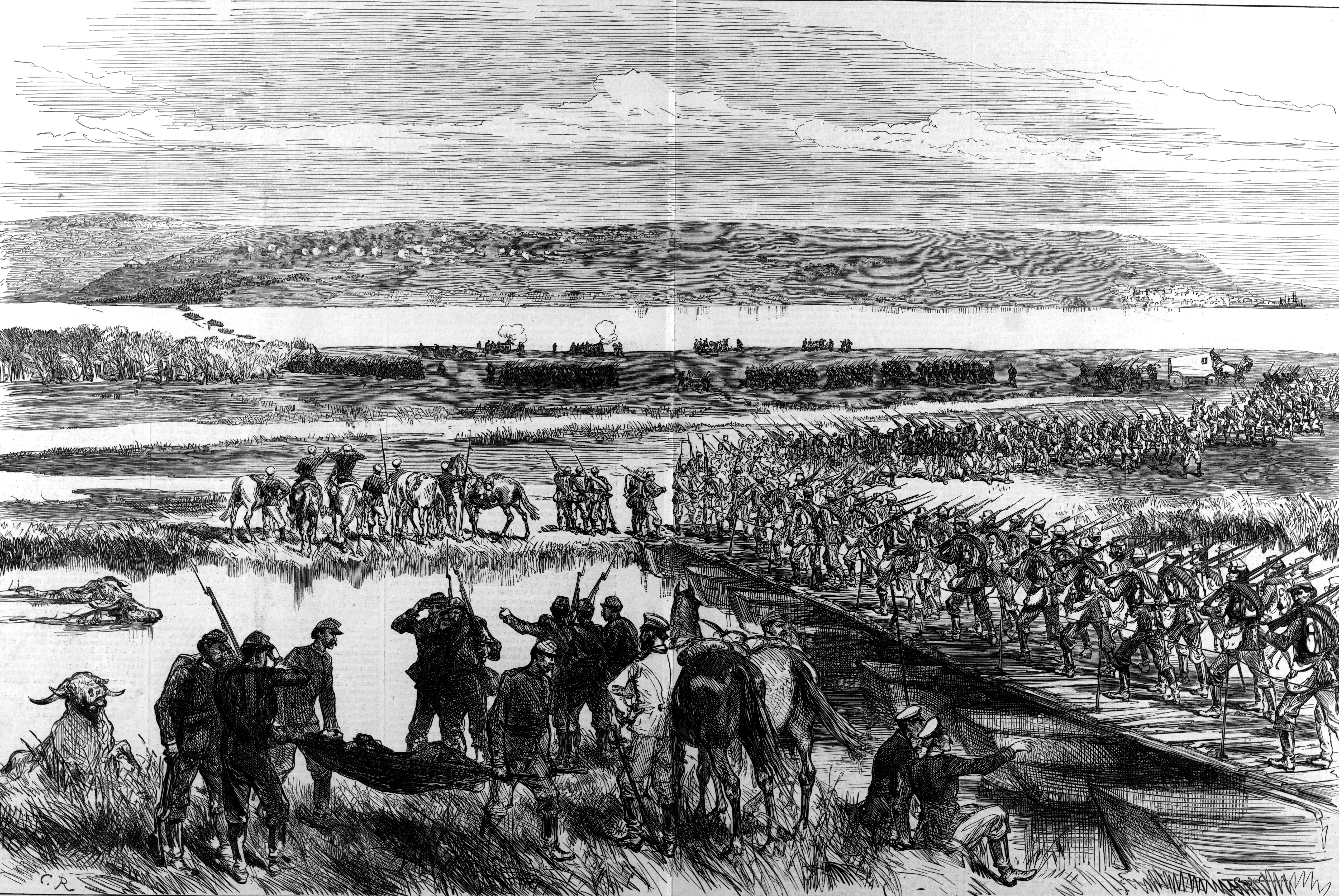
Комбинированная переправа русских войск через Дунай у Зимницы, на переднем плане мостовая и слева (по реке) видна паромная.

Операция по форсированию Дуная была подготовлена тщательно. О планах и сроках операции знал очень ограниченный круг лиц (даже императору Александру II о начале операции сообщили за 4 часа до её начала). Приказы и распоряжения о форсировании и переправе отдавались только устно через офицеров; даже понтонным батальонам не было дано письменного маршрута, и к месту переправы их вёл офицер штаба армии. Всем лицам, которые непосредственно не участвовали в форсировании, место и срок форсирования или вовсе не сообщались или сообщались в самый последний момент. Назначенные для форсирования войска подводились к районам сосредоточения только в ночь на 14 (26) июня 1877 и были расположены в Зимнице на день так, чтобы ничем не выдать своего присутствия наблюдателям с турецкого берега (палатки не разбивались, костры не разводились, для укрытия войск максимально использовались дома, рощи и овраги, весь район сосредоточения войск перед форсированием был оцеплен, ознакомление командиров передового отряда с местностью в пункте будущего форсирования Драгомиров произвёл из окна своей квартиры в Зимнице).
За несколько дней до форсирования был пущен ложный слух о том, что форсирование состоится у деревни Фламунды, по частям рассылались ложные приказы за подлинными подписями вышестоящих командиров. С 12 (24) июня 1877 производилась бомбардировка в течение трех дней турецких крепостей Никополь и Рущук, которые выдавались за места будущей переправы. Там же демонстрировалась подготовка форсирования главных сил. Понтоны и наплавные мосты для будущего форсирования были заранее сосредоточены и подготовлены в других местах и скрытно по ночам доставлены в район Зимницы, где были укрыты в протоке за крупным заросшим лесом островом Адду на Дунае под тщательной охраной. Артиллерийские батареи для прикрытия десанта были заранее расставлены по ночам вдоль Дуная, тщательно замаскированы, пристрелка будущих целей ими не производилась. Русские минные катера провели заранее серию операций против турецкой флотилии на Дунае, нанесли ей потери и вынудили укрыться в базах. Выделенные к форсированию войска несколько дней производили тренировки по посадке-высадке на понтоны и действиям при их движении.
В результате успешного применения комплекса мер дезинформации и маскировки русское командование достигло своей цели: ослабив своё внимание под Систово, турки готовились к отражению высадки десантов у Никополя.
Для десанта русским командованием Дунайской армии (Главнокомандующий — великий князь Николай Николаевич) была выделена 14-я пехотная дивизия (командир генерал М. И. Драгомиров) из состава 8-го армейского корпуса (командир генерал-лейтенант Ф. Ф. Радецкий), усиленная 4-й стрелковой бригадой, 23-м Донским казачьим полком, двумя сотнями пластунов и двумя горными батареями (всего 17 батальонов пехоты, 6 сотен казаков и 64 орудия); для переправы основных сил были собраны четыре понтонных батальона и парк парусиновых понтонов. Для переправы артиллерии предназначались не только понтоны, но и плоты.

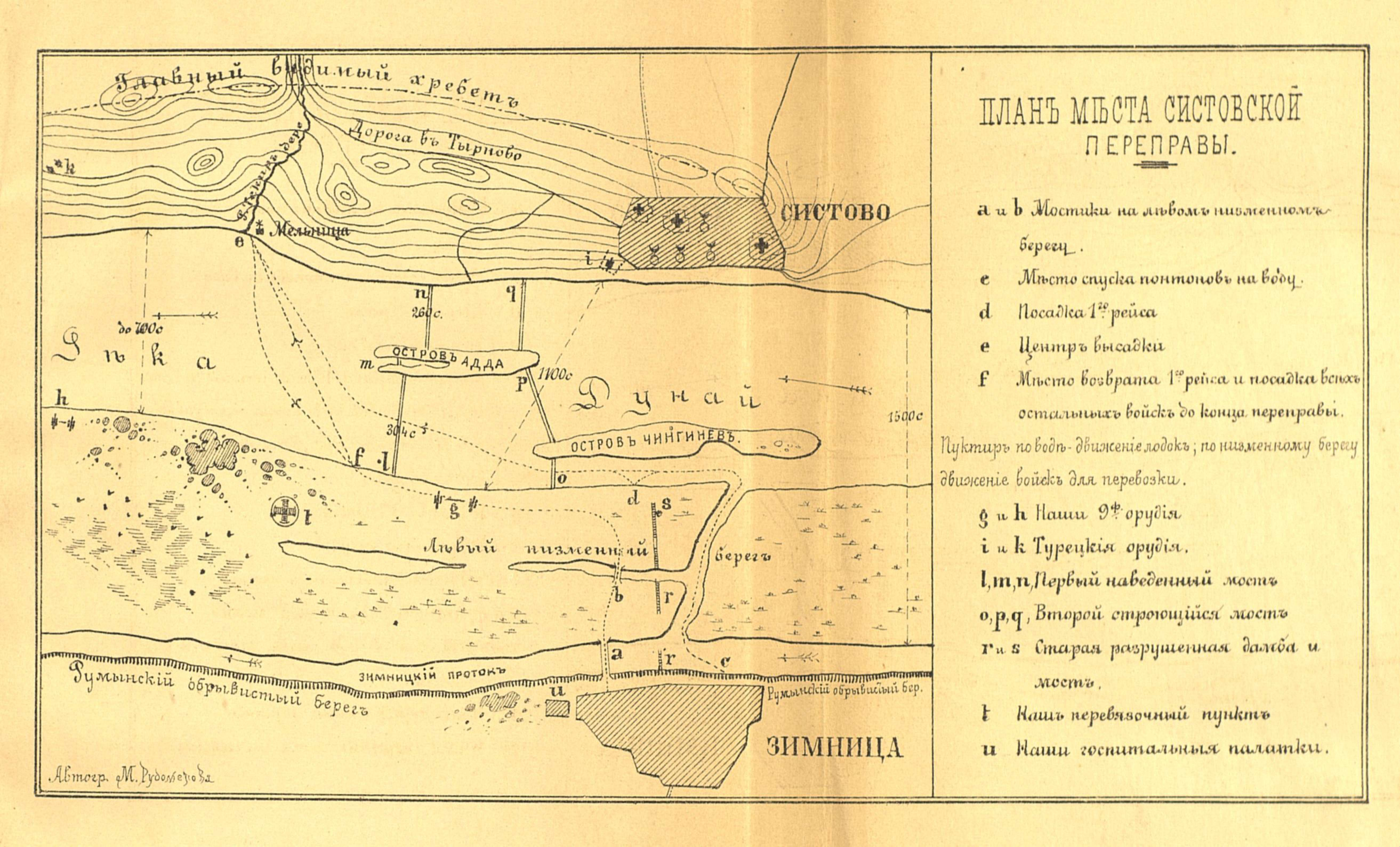
План места Систовской переправы, Из книги «Двадцать месяцев в действующей армии (1877—1878). Том 1» В. Крестовского.

У турок в районе Систово была одна пехотная бригада Ахмеда Хамди паши, весьма сильно разбросанная вдоль берега (6 таборов (батальонов) пехоты и 6 орудий); фактически у Систово находилось 770 человек и 2 орудия, вблизи у села Варден — ещё 3300 человек и 5 орудий. Кроме того, турки подготовили позиции для трёх шестиорудийных батарей, вооружить которые предполагалось полевыми орудиями из состава отрядов, расположенных в районе Систово. В Рущуке (65 километров от Систово) располагалось свыше 21 тысячи турок, а у Никополя (43 километра от Систово) — ещё 10 тысяч. Оперативно прибыть к месту боя эти силы не могли.

## Форсирование Дуная
Форсирование Дуная началось в 2 часа ночи 15 (27) июня. В первый рейс входили 11 рот Волынского полка, сотня пластунов, 60 казаков и горная батарея — всего 2 500 человек; в состав второго рейса входили роты 3-го батальона Волынского полка, стрелковые роты Минского полка, рота почётного конвоя и горная батарея. Длительность рейса предположительно устанавливалась в 2 часа. Первый рейс имел целью обеспечить высадку последующих рейсов; все понтоны первого рейса отплывали одновременно. При этом остальные части 8-го армейского корпуса и остальные войска оставались в местах постоянного пребывания и должны были начать движение к месту переправы в ночь начала операции. Солдаты были в зимних чёрных мундирах, чтобы оставаться незаметными в темноте. Как и предусматривалось планом, первый рейс десанта погрузился около 2 часов ночи 27 июня на понтоны в протоке за островом Адда, обогнул его с востока и взял направление на устье ручья Текир-дере на турецком берегу, где должен был высаживаться. Ночь оказалась благоприятная для скрытности — облачная и ветреная, но этот же ветер разбрасывал понтоны в стороны. Поэтому многие понтоны с войсками высадились на турецкий берег Дуная выше или ниже намеченной точки. Турецкие посты обнаружили понтоны первого рейса только в нескольких сотнях метров от своего берега. Беспорядочный огонь не причинил особого вреда русским: бросаясь с понтонов на берег, они дружно бросились в атаку. Первыми на турецкий берег ступили солдаты Волынского 53-го пехотного полка, следом за ними — казаки 7-го Кубанского пластунского батальона. Около 3 часов ночи на небольшом плацдарме уже находились все 11 рот и сотня пластунов, было организовано управление этими силами. Самой чувствительной потерей стала гибель от прямого попадания снаряда понтона, на котором находились оба орудия первого рейса с зарядными ящиками и упряжками.

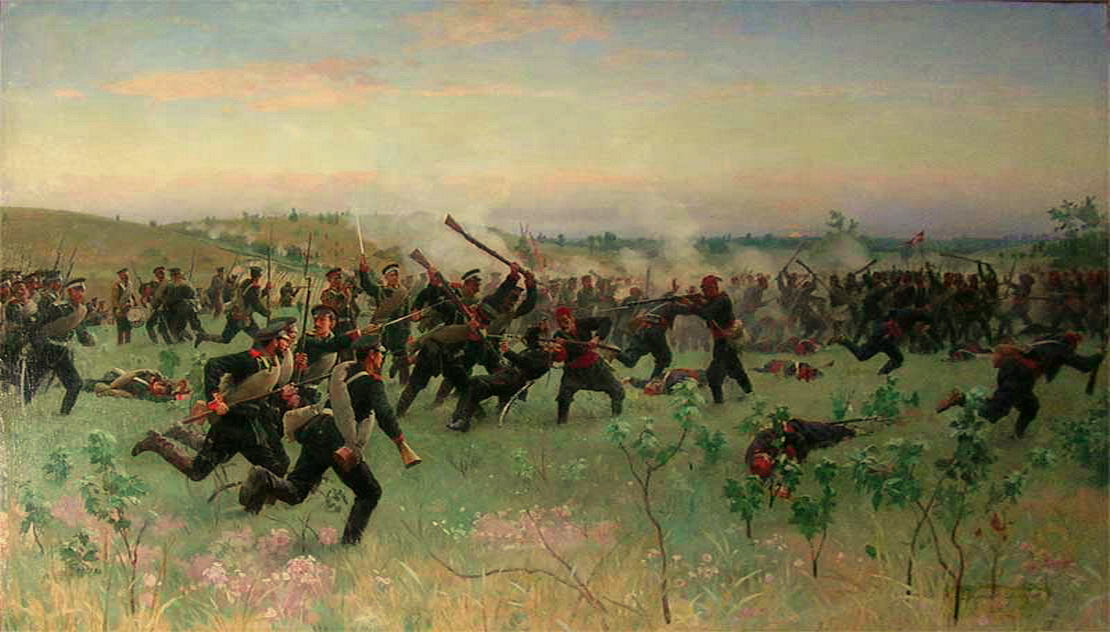
«Штыковой бой полков русской гвардии с турецкой пехотой на Систовских высотах 14 июня 1877 года»
Н. Д. Дмитриев-Оренбургский, (1881), ВИМАИВиВС

С каждым часом бой расширялся в масштабах и становился всё более ожесточённым. Поднятые по тревоге турецкие войска заняли заранее подготовленные позиции на берегу и прибрежных высотах, особый урон 2-му рейсу причинял огонь 6 турецких орудий с заранее подготовленных позиций. Массированным ответным огнём русской артиллерии с румынского берега обе эти батареи вскоре удалось подавить.
Русским частям второго рейса пришлось тяжелее, чем первым — по ним вели прицельный огонь уже большие массы врага, три понтона были потоплены со всеми находившимися на них людьми, на некоторых других понтонах потери оказались столь значительны, что уцелевшие не могли выгрести против сильного течения и их отнесло вниз по Дунаю. Однако основная часть десанта высадилась, после чего была организована общая контратака. Она увенчалась успехом — к 6 часам утра турецкая пехота была отброшена на восток на всём фронте. С рассветом обнаружилось невыгодное расположение восточного фаса захваченного плацдарма — он простреливался с высокого восточного берега ручья Текир-дере. Необходимо было выбить турецкую пехоту с восточного берега ручья, что и было сделано после прибытия на плацдарм артиллерии, но перед этим сражавшиеся там русские части понесли большие потери.
Также во втором рейсе на южный берег Дуная переправились генерал Драгомиров, его начальник штаба, вызвавшийся добровольцем генерал М. Д. Скобелев и адъютант Главнокомандующего.
В последующих рейсах к переправе был подключен пароход и две баржи (причем эти суда были скрытно заранее приведены к Зимнице и для сокрытия их подхода затоплены у берега, а в ночь форсирования их подняли и ввели в строй), а также подошедший отряд паровых катеров. Темпы переброски войск резко возросли — к 10:30 утра на плацдарме сражались уже три русские пехотные бригады. Драгомиров немедленно начал сражение по овладению Систовскими высотами. К 15 часам дня Систово и окружающие его высоты были заняты русскими. С этого момента сражение за плацдарм в русский исторической литературе как правило считается оконченным: турецкие войска с потерями отошли от занятого русскими плацдарма, дальнейшая переправа войск производилась без воздействия неприятеля.
К ночи 27 июня на турецком берегу Дуная уже находилась вся 14-я пехотная дивизия и четыре полка 9-й пехотной дивизии генерала Н. И. Святополк-Мирского с четырьмя батареями (всего 28 батальонов и 30 орудий, свыше 25 000 человек). В течение 29 и 30 июня на плацдарм был переправлен весь 8-й армейский корпус генерала Ф. Радецкого (35 000 человек с 78 орудиями) и началась переправа остальных корпусов русской армии. Район переправы был взят под охрану русскими речными кораблями, вокруг неё устроены минные заграждения по Дунаю. Форсирование Дуная имеет целый ряд примеров использования русскими войсками новейших способов ведения боевых действий. В этом бою широко применялся новый боевой порядок — стрелковая цепь. Впервые получил боевое применение русский военно-полевой телеграф между начальником переправы и ставкой Главнокомандующего Дунайской армией. С лучшей стороны показали себя инженерные (особенно понтонные) части, большой размах имело хорошо налаженное взаимодействие нескольких родов войск (пехота, инженеры, артиллерия, моряки). Все участвующие в сражении русские войска показали исключительный героизм и высокий боевой дух.
Опыт форсирования полноводного и быстрого среднего Дуная под огнём врага явился ценным вкладом в развитие военного искусства России и Европы в целом, он много десятилетий изучался в военных академиях.

## Потери
2. Вчера была получена реляция г.-л. Радецкого о переправе через Дунай 15 июня (вписана в книгу всеподданнейших донесений). По этой реляции, потери наши состоят: убито: 6 обер-офиц. и до 300 нижних чинов; утонуло: 1 шт.-офиц., 2 об.-офиц. и 15 нижних чинов с 2 горными орудиями; итого погибших: 9 офиц. и 315 нижних чинов. Ранено: 3 шт.- и 17 об.-офиц. и 360 нижних чинов.— 20 июня (Зимница), Журнал военных действий против Турции на Европейском театре войны в 1877 году. — Часть I. С 12 апреля по 27 июня включительно. автор М. А. Газенкампф (1843—1913), Сборник Материалов по Русско-Турецкой войне 1877—78 г.г. на Балканском полуострове. Выпуск 2. — С.-Петербург: 1898 год, Издание Военно-Исторической Комиссия Главного Штаба.

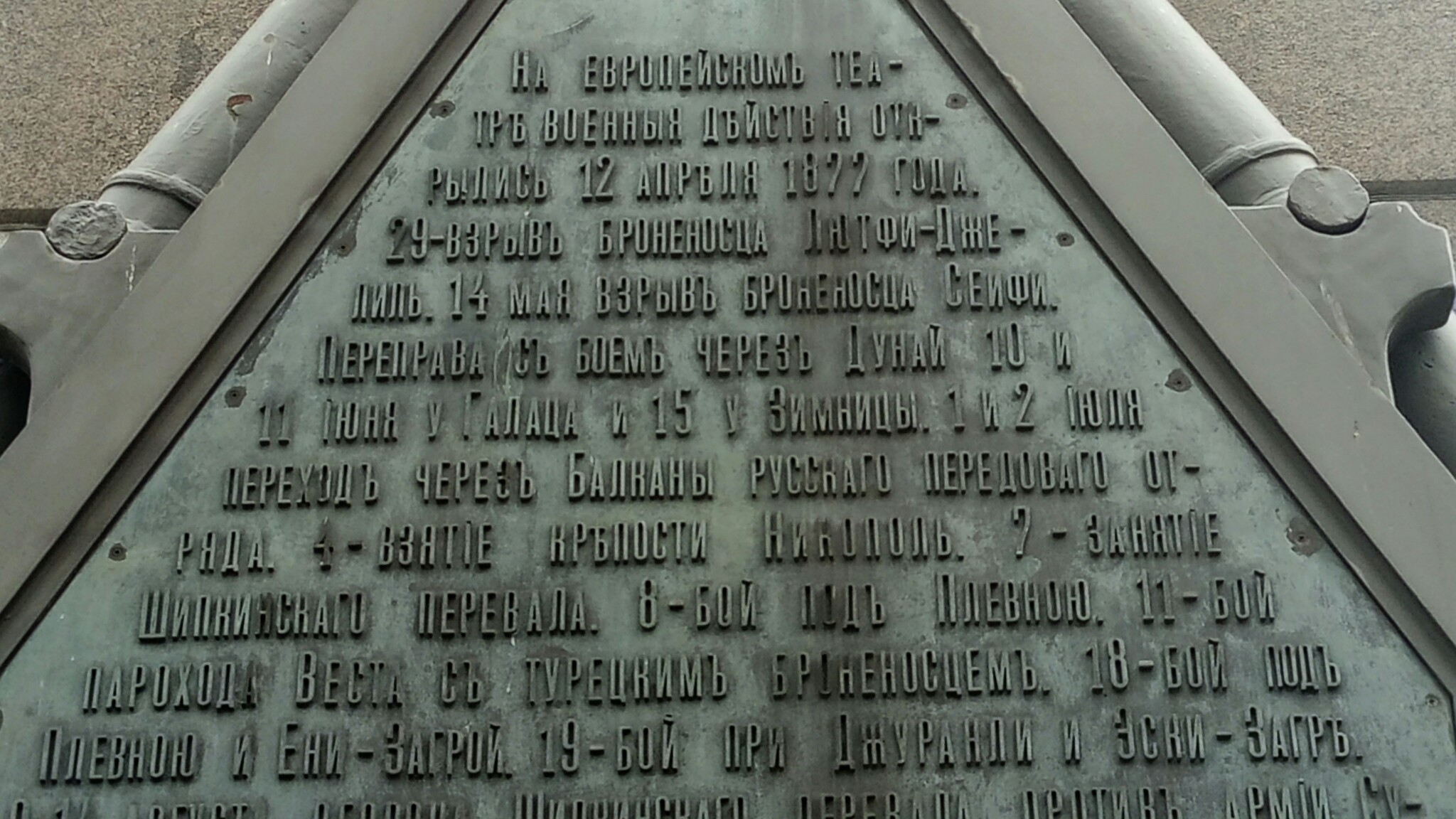
Упоминание о "переправе с боем через Дунай" у Зимницы 15 июня 1877 года на Колонне Славы в Санкт-Петербурге

Вопреки предсказаниям западных военных теоретиков, утверждавших, что за форсирование Дуная русским придётся заплатить жизнями 25-30 тысяч человек, потери русской армии оказались значительно меньшими. По данным А. Б. Широкорада, русские потери составили 748 человек убитыми, утонувшими и ранеными, и два утонувших орудия. А. А. Керсновский приводит немногим большую цифру — 1100 общих потерь, из них 320 погибших. В «Энциклопедии военных и морских наук» под редакцией Г. А. Леера приводятся данные о русских потерях в 31 офицер и 766 нижних чинов (видимо, имеются в виду общие потери), а в «Военной энциклопедии» И. Д. Сытина указаны русские потери в 30 офицеров и 782 нижних чинов. Кроме того, было потоплено и разбито 19 понтонов.
Потери турок неизвестны, в книге «Битвы мировой истории» Т. Харботтла без указания источника указывается на общие потери турок в 641 человек.

## Значение
Итак, операция завершилась полным успехом — перед русской армией открылся путь в Болгарию. Успешное расширение захваченного плацдарма позволило русским войскам не только производить переправу вне огневого воздействия противника, но и в короткий срок (к 19 июня (1 июля)) навести мост через Дунай в районе острова Адда, получивший название «Нижний», а ещё через 9 дней — в районе острова Бужиреску, названный «Верхним». К середине июля главные силы Дунайской армии действовали в Болгарии.
В боевых условиях был проверен Вёсельно-понтонный парк системы Томиловского, который показал свои высокие качества.

## Отражение в искусстве
Систовское сражение наиболее масштабно показано в художественном фильме «Герои Шипки». Ему же посвящены несколько картин из серии батальных полотен художника Н. Д. Дмитриева-Оренбургского.
Систовская битва также отражена в повести В. Гаршина «Воспоминания рядового Иванова».
Переправа с боем через Дунай у Зимницы увековечена в памятнике Колонна Славы в Санкт-Петербурге